# Saint-Avit-les-Guespières
Saint-Avit-les-Guespières – miejscowość i gmina we Francji, w Regionie Centralnym, w departamencie Eure-et-Loir. Nazwa miejscowości pochodzi od imienia św. Awita.
Według danych na rok 1990 gminę zamieszkiwały 304 osoby, a gęstość zaludnienia wynosiła 24 osoby/km² (wśród 1842 gmin Regionu Centralnego Saint-Avit-les-Guespières plasuje się na 837. miejscu pod względem liczby ludności, natomiast pod względem powierzchni na miejscu 1004.).